# Dubai Mall
Il Dubai Mall (in arabo دبي مول‎?) è il più grande centro commerciale del mondo per numero di negozi (circa 1200), occupa a Dubai una superficie lunga 700 metri e larga 600 metri raggruppati in almeno 10 centri all'interno dell'intero complesso e che contano, tra l'altro, 16000 posti auto. Tutt'intorno sorgono altre strutture residenziali, sia grattacieli, sia complessi a pochi piani nonché la torre più alta del mondo, il Burj Khalifa. La costruzione dell'area attorno e il completamento del centro commerciale sono stati completati nel 2015 mentre il costo dell'intero investimento si aggira intorno ai 20 miliardi di dollari.
L'accesso alla struttura è possibile attraverso la Doha Street, ricostruita su due livelli nell'aprile del 2009.
Dopo due rinvii, il Dubai Mall ha aperto il 4 novembre 2008, con circa 600 negozi, rendendolo il centro commerciale più grande mai aperto al mondo per numero di negozi. Non è comunque il più grande per dimensione essendo superato da molti centri commerciali come il South China Mall, che è il più grande al mondo, il Golden Resources Mall, l'SM City North EDSA, e l'SM Mall of Asia.
The Dubai Mall ha registrato un numero di visitatori che hanno acquistato il biglietto per il Dubai Aquarium e Discovery Centre superiore a 60.000 nei primi cinque giorni successivi alla sua apertura. Il Dubai Mall ha ospitato oltre 3 milioni di visitatori nel mese di aprile del 2009, mentre le attrazioni presenti nel centro oltre 750 000 visitatori ogni settimana..

## Descrizione
Con quasi 400.000 metri quadrati di superficie (l'equivalente di circa 50 campi di calcio), il Dubai Mall ha un'area interna di circa 200.000 m² e un'area commerciale di 150.000 m², circa le stesse dimensioni del West Edmonton Mall.
In precedenza, a partire dal 2003, il titolo di maggior centro commerciale del Medio Oriente era detenuto dal City Stars situato al Cairo (Egitto) e dotato di una superficie di 740.000 metri quadrati.
Il Dubai Mall è organizzato su 10 – 15 'centri nel centro', per un'area totale di circa 836.000 m² di negozi (comprendenti 1200 attività, quando pienamente operativo). Tra le attrazioni del centro commerciale si trovano: il più grande suq dell'oro al mondo, con 220 orafi e gioiellieri. Altre attrazioni sono il primo parco a tema coperto SEGA nel Medio Oriente, "SEGA Republic" ; Kidzania, un centro per l'intrattenimento "educativo" di 8.000 metri quadrati; un cinema multisala con 22 schermi, il più grande di Dubai; e il cosiddetto The Grove, un ampio corridoio con il tetto che può essere ripiegato completamente. Sono anche presenti più di 160 luoghi ove mangiare o bere, un supermercato e un negozio di cibo biologico. Tra i negozi ci sono alcuni marchi britannici, anche se non tutti hanno aperto subito: Hamley's, 3.000 metri quadrati di giocattoli con una ricostruzione in scala 1:1 di Regent Street, gestito da "Retail Arabia". Bloomingdales, aperto nel 2010 e Galeries Lafayette, aperto nel febbraio 2009. Il complesso ospita anche un albergo di lusso con 250 stanze e 120 tra bar e ristoranti. Dispone di oltre 14.000 posti auto su tre blocchi, con annesso servizio di parcheggiatori. Il centro commerciale ha vinto cinque premi. Uno di questi è il Retail Future Project Awards a MAPIC, Cannes, nel 2004, come Best Retail Development Scheme (Large), Best Use of Lighting in a Retail Environment. E il Dubai Mall brochure ha ricevuto tre premi al Summit Creative Awards 2005, in Portland (Oregon): Gold award per Best Art Direction / Graphic Design, Silver award per il Best 4-colour B2B Brochure, e il Judges Special Recognition.

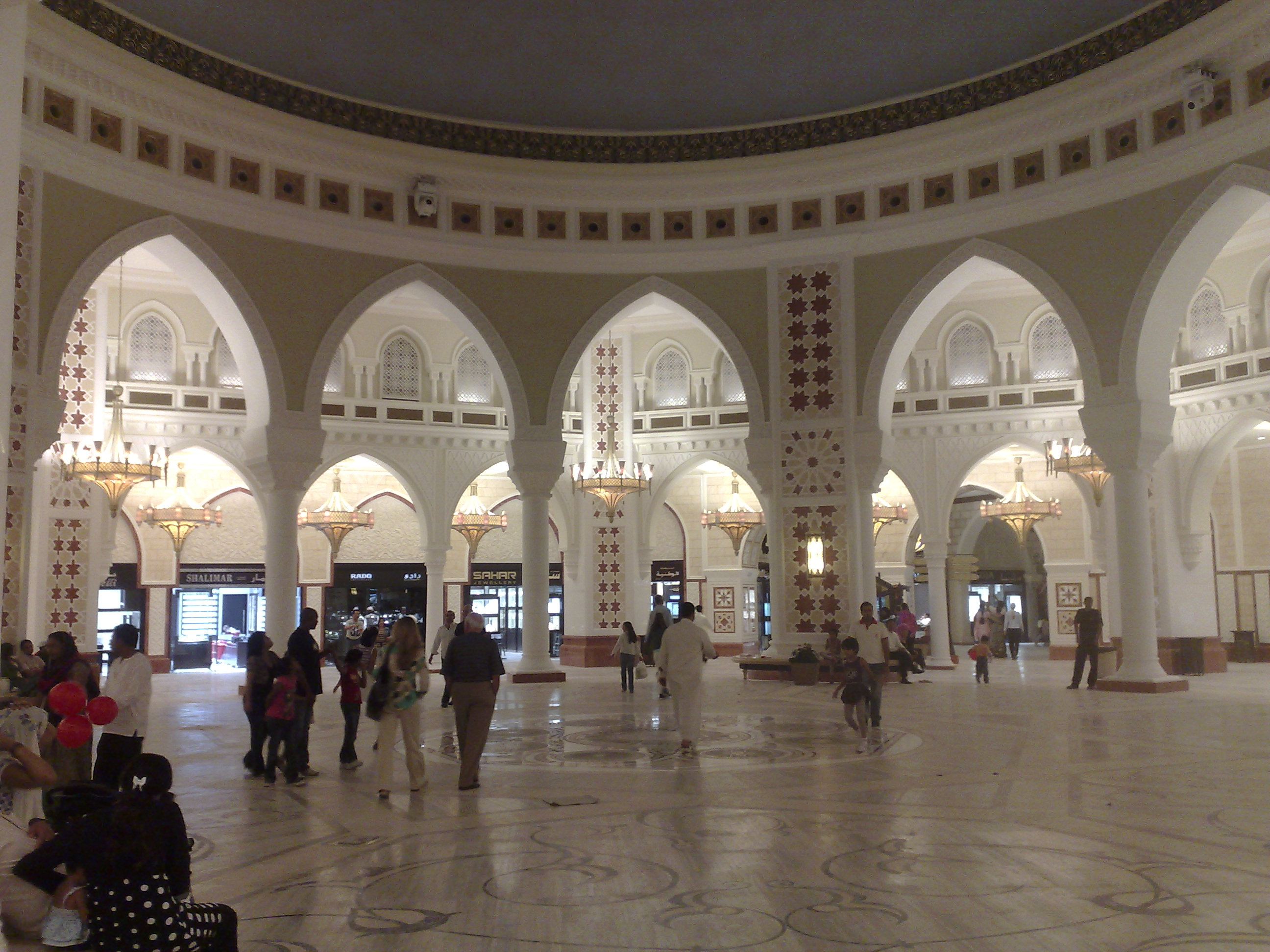
Il suk dell'oro
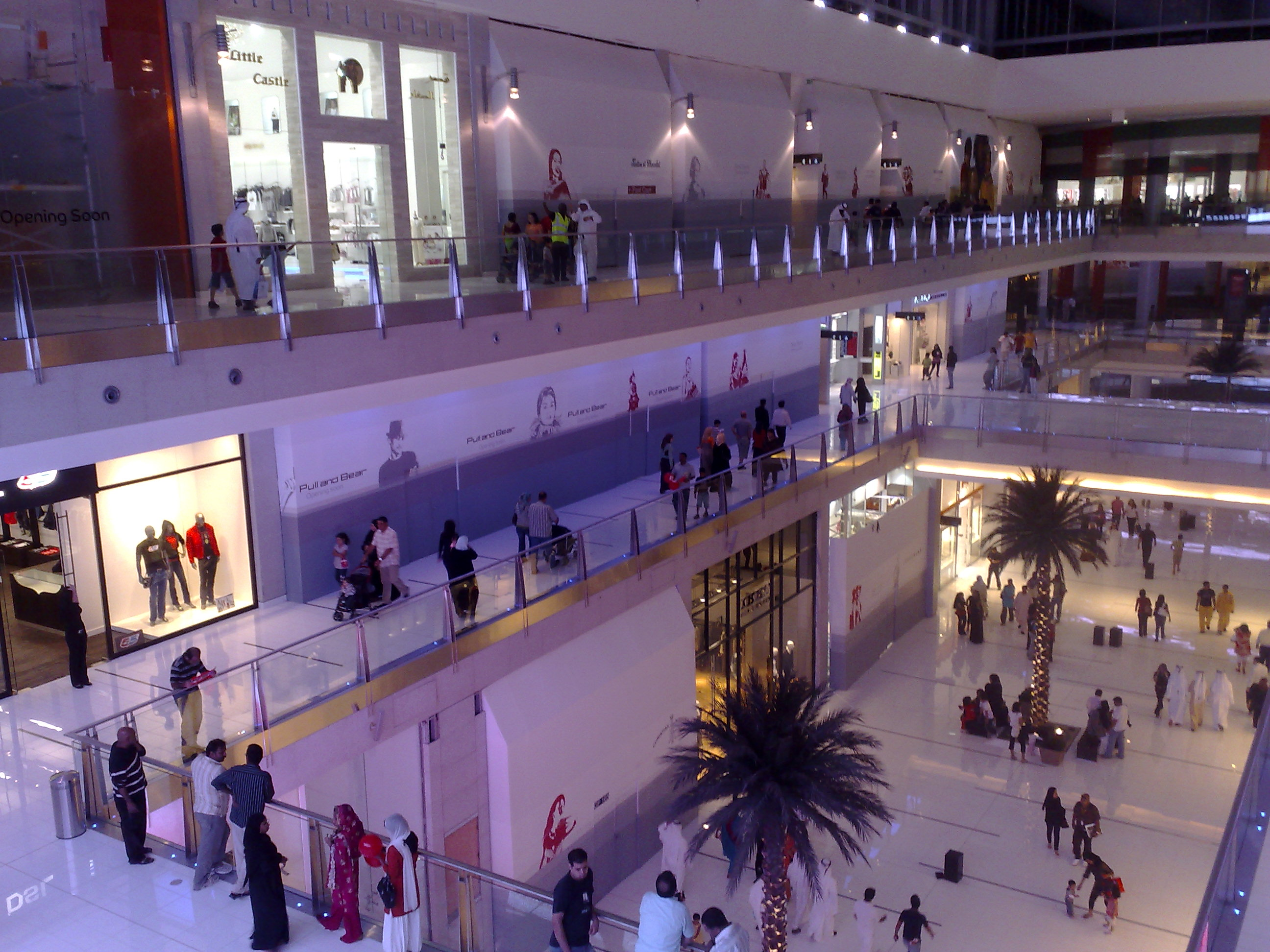
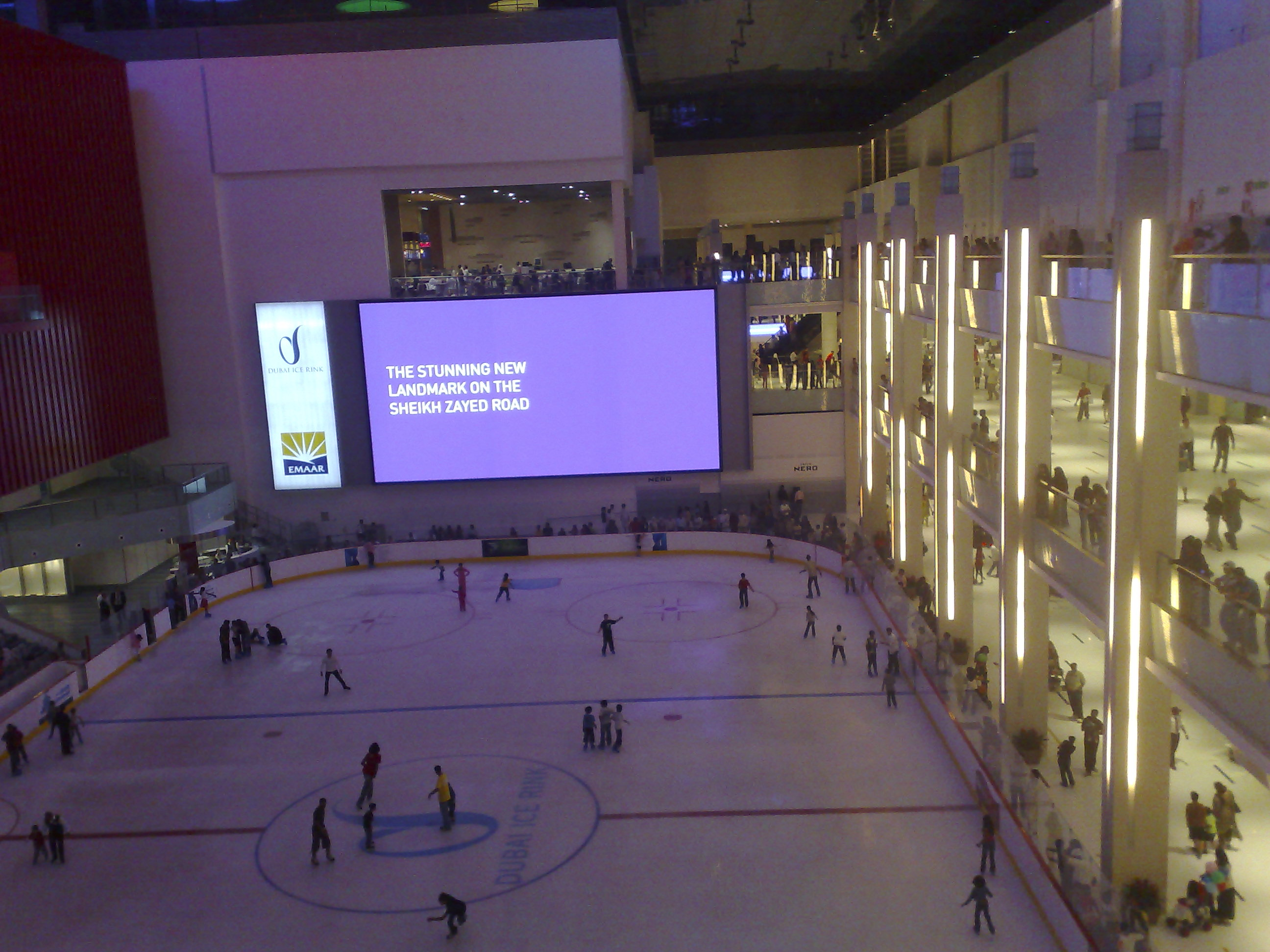
La pista del ghiaccio
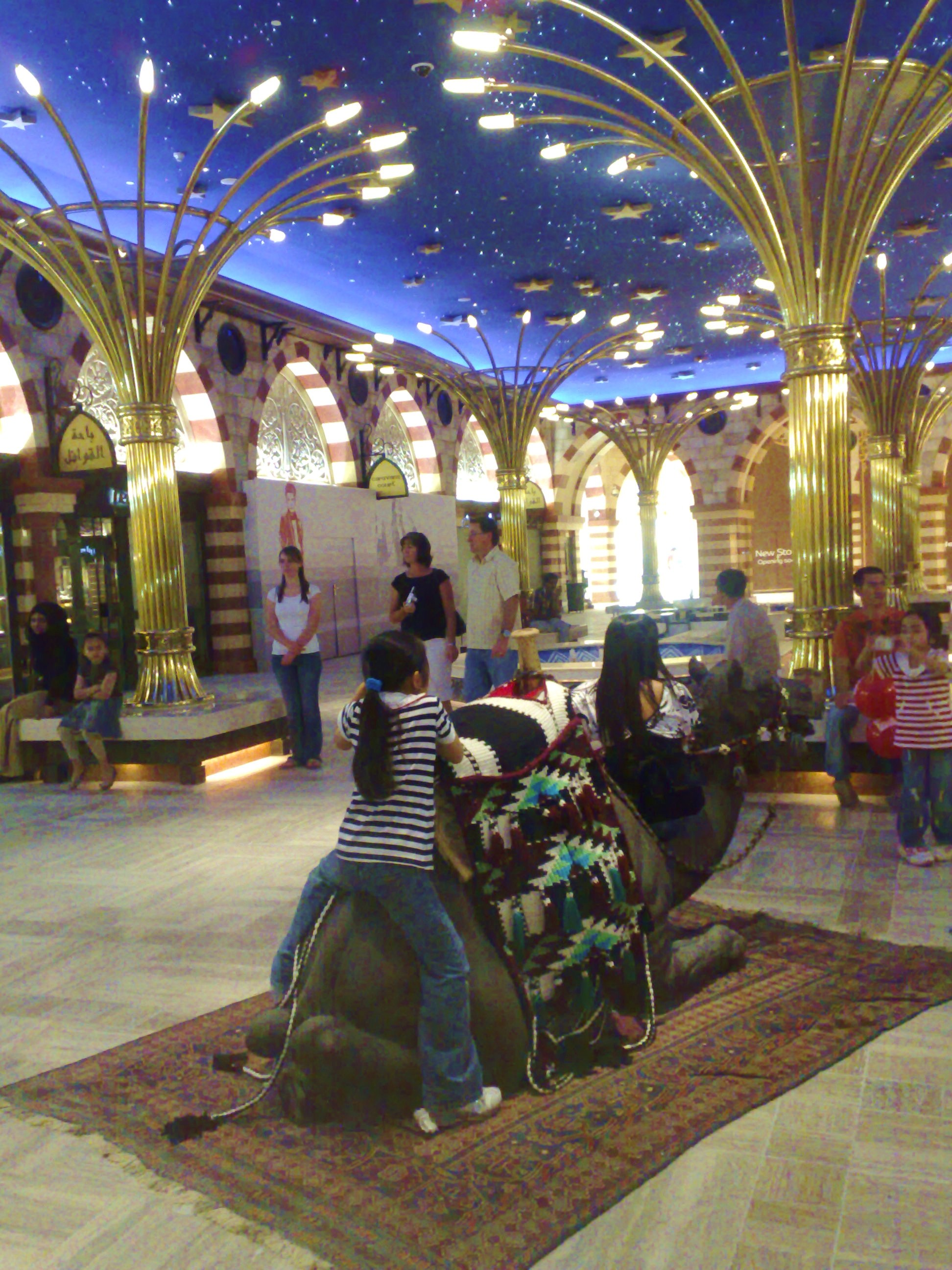
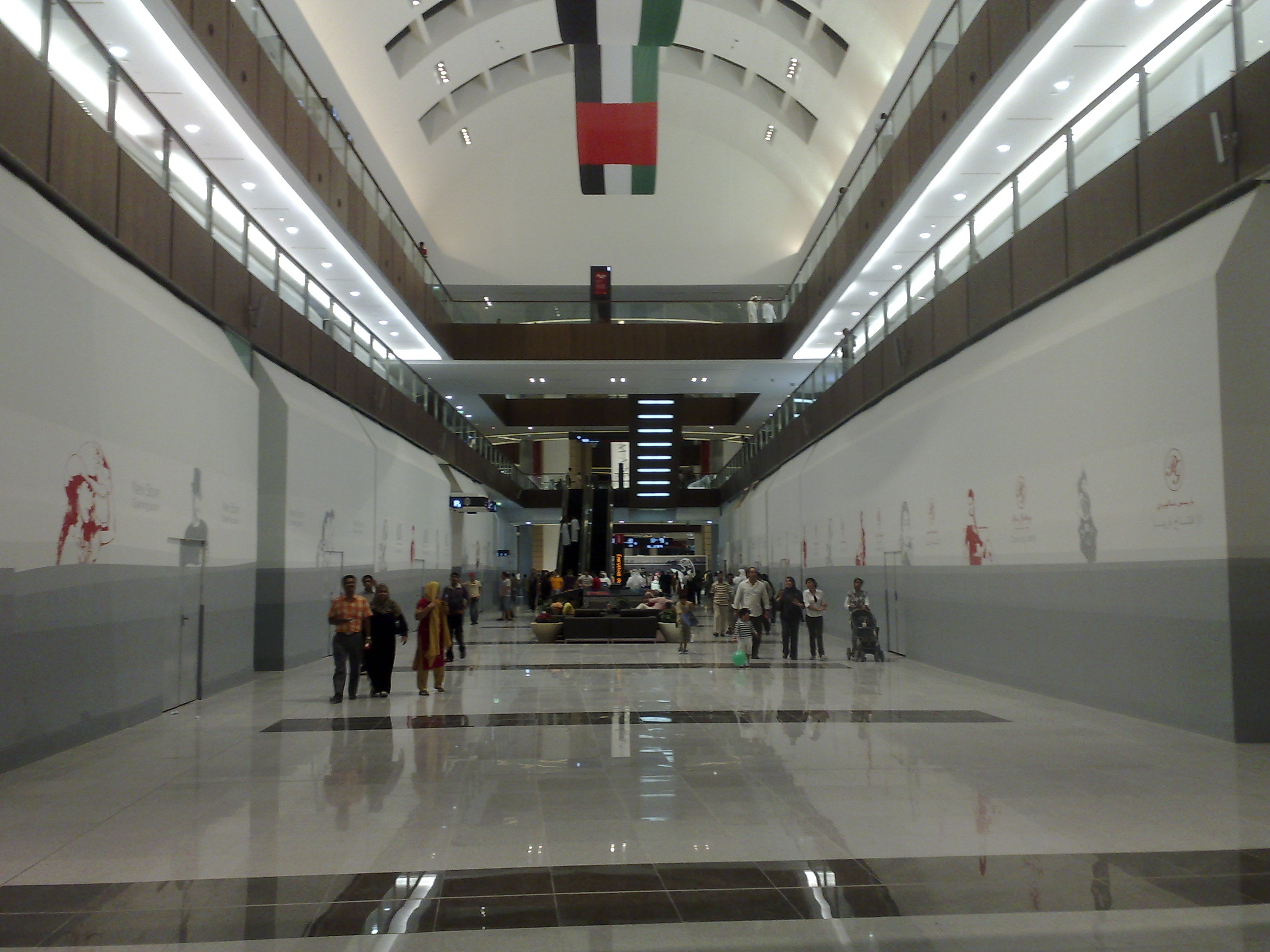

### Dubai Aquarium e Zoo Sottomarino
Il Dubai Mall's Aquarium e il Discovery Centre, installati e gestiti dall'Oceanis Australia Group, hanno ottenuto il Guinness World Record ufficiale per il possesso del pannello in vetro acrilico più grande del mondo (32.88 m larghezza × 8.3 m altezza × 750 mm spessore per un peso totale di 245,614 kg). Il suo spessore può resistere alla pressione dei 10 milioni di litri d'acqua dell'acquario e la sua trasparenza permette ai visitatori di osservare le oltre 33 000 specie marine. Inoltre la capacità di 10 milioni di litri, lo rende l'acquario sospeso più grande del mondo. Nel febbraio del 2010, una perdita della vasca ha causato una parziale evacuazione della clientela e la chiusura anticipata di alcuni negozi. Il Dubai Mall ha adottato la Politica Standard Internazionale per il Trattamento Etico e Rispettoso degli Animali.

## SEGA republic
SEGA Republic è un parco divertimento a tema che si estende su una superficie di oltre 7.000 m² all'interno del centro commerciale. Venne aperto il 21 agosto 2009. Nel Sega Republic ci sono oltre 150 giochi con cui i visitatori possono divertirsi. L'ingresso è posizionato al secondo piano del Dubai Mall.

## Reel Cinemas
Il Reel Cinema ha aperto il 14 agosto del 2009 al secondo piano del Dubai Mall. La multisala è composta da 22 sale cinematografiche con oltre 2.800 posti. Quando raggiungerà il pieno regime, il reel cinema diventerà il più grande cinema nella regione. Dal giorno della sua apertura, più di 10.000 visitatori hanno visitato la multisala in una sola settimana.

## Negozi
Il Dubai Mall contiene oltre 1.200 negozi e catene come le Galeries Lafayette, Debenhams, Bloomingdale's e Marks & Spencer.

## Costruzione
Il centro è stato costruito grazie alla joint venture tra Dutco Balfour Beatty, Al Ghandi/CCC e Turner Construction per la Emaar Properties e il suo completamento era programmato per il 2006, sostenendo che avrebbe avuto la dimensione di "50 campi da calcio internazionali". La maggior parte dei lavoratori impiegati durante la costruzione del centro commerciale provenivano da India, Pakistan, Bangladesh e Sri Lanka. La copertura cellulare interna per il Dubai Mall è stata commissionata, integrata e gestita da Motorola Dubai per Etisalat & DU.

## Record del Dubai Mall
- Centro commerciale più esteso del mondo. Con'area totale di 1 124 000 m².[18]
- 6º posto per estensione dell'area affittabile a negozi: 350 000 m².[18]
- Con 10 milioni di litri, il suo Acquario è il secondo per massima capienza a livello mondiale, alle spalle della vasca Ocean Voyager del Georgia Aquarium con 24 milioni di litri.
- Pannello di vetro acrilico più largo del mondo nell'acquario al suo interno (32.88 m larghezza × 8.3 m altezza × 750 mm spessore x 245 614 kg peso).[18][19]
- Negozio di dolciumi più grande del mondo all'interno del centro commerciale, "Candylicious" con superficie totale 1000 m².[20][21]
- Numero di visitatori nel mese del Dubai Shopping Festival (Marzo 2010) con oltre 5 milioni di clienti.[22]
- Grazia Style Award per la "Best Shopping Experience" conferito il 29 aprile 2010.[23]
- Numero di ingressi record nel primo anno di funzionamento del Dubai Mall: 37 milioni, e attrazione di più di 750.000 visitatori ogni settimana.
- Il record delle 37 milioni di visite venne battuto dallo stesso Dubai Mall l'anno successivo con un incremento del numero delle visite del 27% (47 milioni di visite nel 2010), nonostante nel pieno periodo della crisi economica mondiale.

## Immagini durante la costruzione

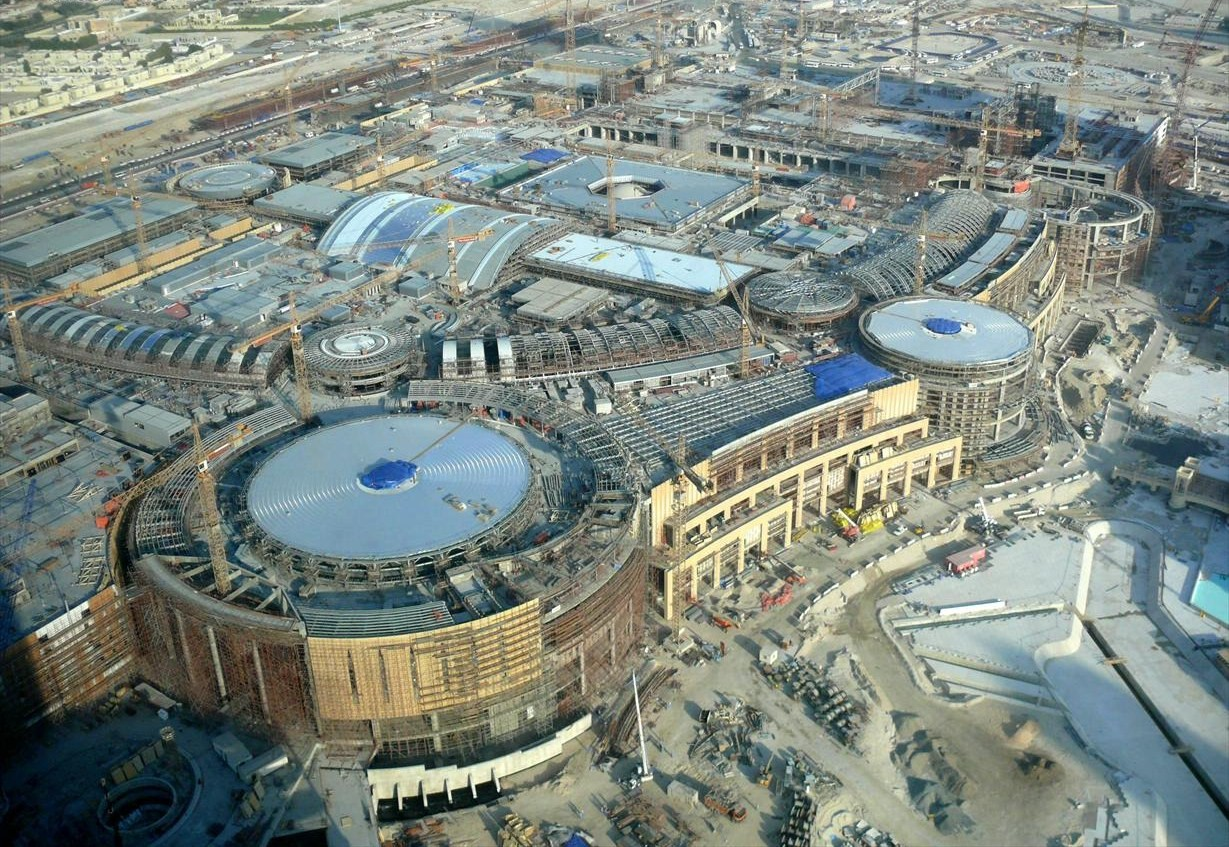
Vista del Dubai Mall il 27 novembre 2007 dal Burj Khalifa
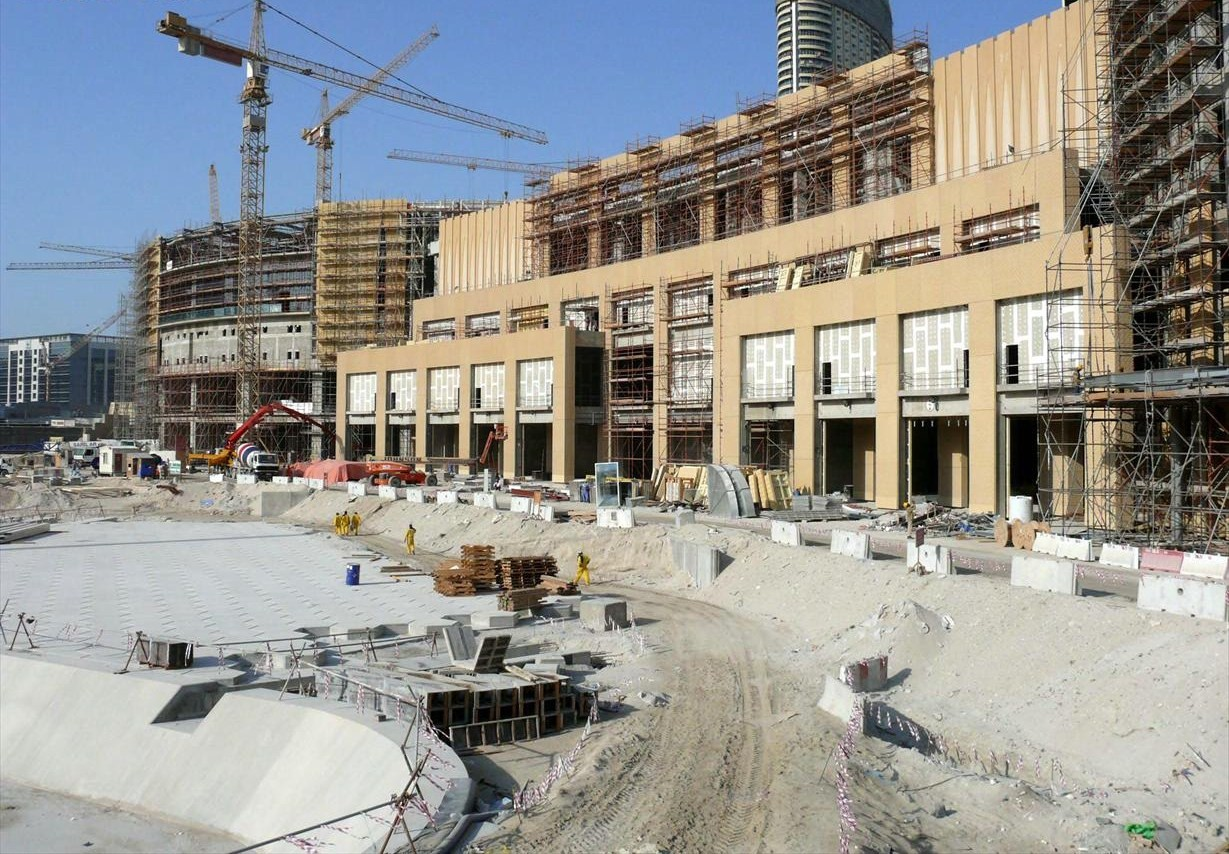
3 gennaio 2008